# The Battle of the Sexes (1928)
The Battle of the Sexes (Brasil: A Luta dos Sexos ) é um filme mudo de curta-metragem estadunidense, do gênero comédia, dirigido por D. W. Griffith em 1928 e estrelado pelos atores Jean Hersholt, Phyllis Haver, Belle Bennett, Don Alvarado e Sally O'Neil.

## Elenco
- Jean Hersholt
- Phyllis Haver
- Belle Bennett
- Sally O'Neil
- Don Alvarado
- William Bakewell
- John Batten